# 3619 Nash
3619 Nash је астероид главног астероидног појаса чија средња удаљеност од Сунца износи 2,388 астрономских јединица (АЈ).
Апсолутна магнитуда астероида је 13,9.